# Dries van Melsen
Andreas Gerardus Maria (Dries) van Melsen (Zeist, 10 november 1912 – Nijmegen, 8 oktober 1994) was een Nederlands filosoof, chemicus, katholiek en hoogleraar wijsbegeerte aan de Katholieke Universiteit Nijmegen.

## Levensloop
Van Melsen was geboren in Zeist, en volgde het gymnasium B aan het Bisschoppelijk College Broekhin in Roermond. Van 1930 tot 1937 studeerde hij scheikunde en wijsbegeerte aan de Universiteit Utrecht. In 1941 promoveerde hij aldaar bij H.R. Kruyt aan de Faculteit van Wiskunde en Natuurwetenschappen op het proefschrift Het wijsgeerig verleden der atoomtheorie.
Van 1937 tot 1945 werkte Van Melsen als assistent anorganische chemie aan de Universiteit Utrecht. Daarna zette hij zijn academische loopbaan voort aan de Katholieke Universiteit Nijmegen, waar hij in 1945, deels als opvolger van Titus Brandsma, werd benoemd tot lector in de natuurfilosofie, logica en logistiek. In 1946 volgde zijn benoeming tot hoogleraar in de natuurfilosofie, logica, logistiek en inleiding tot de wijsbegeerte. In het academische jaar 1955-1956 diende Van Melsen als rector-magnificus, en daarna is hij voorzitter van het bestuur geweest. Van 1953 tot 1966 was hij ook buitengewoon hoogleraar filosofie der exacte wetenschappen en logica aan de Rijksuniversiteit Groningen. Na zijn emeritaat, in 1977, was Van Melsen tot 1985 directeur van de stuurgroep van het Katholiek Studiecentrum te Nijmegen.
In 1980 ontving Van Melsen een eredoctoraat van de Vrije Universiteit Amsterdam. Ook verwierf hij eredoctoraten van de University of Santo Tomas (Manilla) en de Duquesne Universiteit (Pittsburgh). In 1984 was hij onderscheiden als Commandeur in de Orde van de Heilige Gregorius de Grote.

## Publicaties, een selectie
- Het wijsgerig verleden der atoomtheorie, 1941.
- Natuurwetenschap en techniek, 1960.
- Evolutie en wijsbegeerte, 1964.
- Wetenschap en verantwoordelijkheid, 1969.
- Geloof, wetenschap en maatschappelijke omwentelingen, 1977.
- Geloof, rede en ervaring, 1989.

### Academische redes
- Eenheid en verscheidenheid der wetenschap (aanvaarding lectoraat, 9 november 1945)
- Het nut der wijsbegeerte (inaugurele rede Nijmegen, 25 oktober 1946)
- De wijsbegeerte der exacte wetenschap (inaugurele rede Groningen, 13 november 1954)
- Leven en niet-leven (32ste dies-rede Nijmegen, 17 oktober 1955)
- Waar gaat het heen? Beschouwingen over geloof, wijsbegeerte en wetenschap (afscheidsrede, 11 oktober 1985)

### Over Van Melsen
- C.E.M. Struyker Boudier, 'In memoriam prof. dr. em. A.G.M. van Melsen', Tijdschrift Voor Filosofie, jaargang 56 nr. 4 (december 1994), pp. 806–807
- Henk Braakhuis, "Levensbericht A.G.M. van Melsen," in: Levensberichten en herdenkingen, 1995, Amsterdam, pp. 77–84

## Citaten
- "Natuurwetenschap en techniek maken weliswaar geen ideale mens, maar ze vragen er dringender dan ooit om."
  - Van Melsen, geciteerd in: Ad Lansink, "Dries van Melsen (1912-1994) - filosoof, hoogleraar, bestuurder," in: Biografisch woordenboek Gelderland. 1998. p. 84.
- "Waar het mij om gaat is dat je het gevoel voor het fundamentele bestaan moet openhouden. Ik denk dat de zinvragen wel weer sterker zullen worden. Ik hou van materiële dingen, ik hou van geestelijke dingen, ik hou van de liefde. Tegelijk realiseer ik me, dat dat een voorbijgaande zaak is."
  - Van Melsen (1985) in de Twentsche Courant, geciteerd in: Ad Lansink, "Dries van Melsen (1912-1994) - filosoof, hoogleraar, bestuurder," in: Biografisch woordenboek Gelderland. 1998. p. 85.